# Manocalzati
Manocalzati község (comune) Olaszország Campania régiójában, Avellino megyében.

## Fekvése
A megye központi részén fekszik Atripalda és Avellino között.

## Története
A települést valószínűleg a longobárd időkben alapították (8-9. század). A következő századokban nemesi birtok volt. A 19. században nyerte el önállóságát, amikor a Nápolyi Királyságban felszámolták a feudalizmust.

## Népessége
A népesség számának alakulása:

## Főbb látnivalói
- a középkori központ, számos nemesi palotával
- az Aragóniai-vár (Castello Aragonese), amely a 14. században épült
- a 12. században épült San Marco-templom